# 2010–2011-es bolgár labdarúgó-bajnokság (első osztály)
A 2010–2011-es „A” PFL a bolgár labdarúgó-bajnokság legmagasabb szintű versenyének 87. alkalommal megrendezett bajnoki éve volt. A pontvadászat 16 csapat részvételével 2010. július 31-én kezdődött és 2011. május 28-án ért véget.
A bajnokságot a címvédő Liteksz Lovecs nyerte az ezüstérmes Levszki Szofija, és a bronzérmes CSZKA Szofija előtt. Ez volt a klub 4. bajnoki címe. Az élvonaltól egyenes ágon az Akademik Szofija és az OFK Szliven búcsúzott, a 13. helyezett Pirin Blagoevgrad pedig nem kapott élvonalbeli licencet, így a másodosztályba sorolták, ahonnan a két bajnokcsapat, a Ludogorec 1946 és a Botev Vraca, osztályozón pedig a Szvetkavica jutott fel.
A gólkirályi címet a Levszki francia születésű mali csatára, Garra Dembélé nyerte el 26 találattal, az Év Játékosá-nak járó díjat pedig a bajnokcsapat brazil szélsőjének, Doka Madureirának adták át.

## A bajnokság rendszere
A pontvadászat 16 csapat részvételével zajlott, a csapatok a őszi-tavaszi lebonyolításban oda-visszavágós, körmérkőzéses rendszerben mérkőztek meg egymással. Minden csapat minden csapattal kétszer játszott, egyszer pályaválasztóként, egyszer pedig vendégként.
A bajnokság végső sorrendjét a 30 forduló mérkőzéseinek eredményei határozták meg a szerzett összpontszám alapján kialakított rangsor szerint. A mérkőzések győztes csapatai 3 pontot, döntetlen esetén mindkét csapat 1-1 pontot kapott. Vereség esetén nem járt pont. A bajnokság első helyezett csapata a legtöbb összpontszámot szerzett egyesület, míg az utolsó helyezett csapat a legkevesebb összpontszámot szerzett egyesület volt.
Azonos összpontszám esetén a bajnoki sorrendet az alábbi szempontok alapján határozták meg:
1. az egymás ellen játszott bajnoki mérkőzések pontkülönbsége
2. az egymás ellen játszott bajnoki mérkőzések gólkülönbsége
3. az egymás ellen játszott bajnoki mérkőzéseken szerzett gólok száma
4. az egymás ellen játszott bajnoki mérkőzéseken „idegenben” szerzett gólok száma
5. a bajnoki mérkőzések gólkülönbsége
6. a bajnoki mérkőzéseken szerzett gólok száma

A pontvadászat győztese lett a 2010–11-es bolgár bajnok, a 15. és 16. helyezett egyenes ágon kiesett a másodosztályba, míg a 14. helyezett osztályozó rájátszásra kényszerült.

## Változások a 2009–10-es szezonhoz képest
Kiesett az élvonalból
- Lokomotiv Mezdra, 14. helyen
- Szportiszt Szvoge, 15. helyen
- Botev Plovdiv, 16. helyen (kizárták)

Feljutott az élvonalba
- Kaliakra Kavarna, a másodosztály keleti csoportjának győztese
- Vidima-Rakovszki, a másodosztály nyugati csoportjának győztese
- Akademik Szofija, a másodosztályú rájátszás győztese

## Részt vevő csapatok
| Csapat              | Székhely      | Stadion                         | 2009–2010                       |
| ------------------- | ------------- | ------------------------------- | ------------------------------- |
| Akademik Szofija    | Szófia        | Ovcsa Kupel1                    | 2. (II. o., rájátszás győztese) |
| Beroe Sztara Zagora | Sztara Zagora | Beroe Stadion                   | 10.                             |
| Cserno More Varna   | Várna         | Ticsa Stadion                   | 7.                              |
| Csernomorec Burgasz | Burgasz       | Lazur Stadion                   | 5.                              |
| CSZKA Szofija       | Szófia        | Vaszil Levszki Nemzeti Stadion1 | 2.                              |
| Kaliakra Kavarna    | Kavarna       | Kavarnai stadion                | 1. (II. o., keleti csoport)     |
| Levszki Szofija     | Szófia        | Georgi Aszparuhov Stadion       | 3.                              |
| Liteksz Lovecs      | Lovecs        | Lovecs Stadion                  | 1.                              |
| Lokomotiv Plovdiv   | Plovdiv       | Lokomotiv Stadion               | 13.                             |
| Lokomotiv Szofija   | Szófia        | Vaszil Levszki Nemzeti Stadion1 | 4.                              |
| Minyor Pernik       | Pernik        | Minyor Stadion                  | 8.                              |
| PFK Montana         | Montana       | Ogoszta Stadion                 | 11.                             |
| OFK Szliven         | Szliven       | Hadzsi Dimitar Stadion          | 14.                             |
| Pirin Blagoevgrad   | Blagoevgrad   | Hriszto Botev Stadion           | 9.                              |
| Szlavija Szofija    | Szófia        | Ovcsa Kupel                     | 6.                              |
| Vidima-Rakovszki    | Szavlievo     | Rakovszki Stadion               | 1. (II. o., nyugati csoport)    |

Megjegyzések
1. Hazai mérkőzéseit bérelt pályán rendezi, mivel labdarúgó-stadionja nem felelt meg a Bolgár labdarúgó-szövetség stadionokkal szemben támasztott követelményeinek.

## Végeredmény
| #   | Csapat                | M  | GY | D  | V  | G+ – G– | GK  | P                                                       | Megjegyzések                                   | Egymás elleni |
| --- | --------------------- | -- | -- | -- | -- | ------- | --- | ------------------------------------------------------- | ---------------------------------------------- | ------------- |
| 1.  | Liteksz LovecsCV (B)  | 30 | 23 | 6  | 1  | 56–13   | +43 | 75                                                      | 2011–2012-es Bajnokok Ligája – 2. selejtezőkör |               |
| 2.  | Levszki Szofija       | 30 | 23 | 3  | 4  | 67–24   | +43 | 72                                                      | 2011–2012-es Európa-liga – 3. selejtezőkör     |               |
| 3.  | CSZKA Szofija (KGY)   | 30 | 18 | 7  | 5  | 53–26   | +27 | 61                                                      | 2011–2012-es Európa-liga – Rájátszás1          |               |
| 4.  | Lokomotiv Szofija     | 30 | 16 | 4  | 10 | 47–33   | +14 | 52                                                      | 2011–2012-es Európa-liga – 2. selejtezőkör     | 2010103–004   |
| 5.  | Lokomotiv Plovdiv     | 30 | 14 | 10 | 6  | 54–28   | +26 | 52 \| rowspan="8" style="background-color: #fafafa;" \| | 2010100–301                                    |               |
| 6.  | Cserno More Varna     | 30 | 15 | 6  | 9  | 36–28   | +8  | 51 \| rowspan="4" style="background-color: #fafafa;" \| |                                                |               |
| 7.  | Beroe Sztara ZagoraK  | 30 | 13 | 7  | 10 | 33–34   | −1  | 46                                                      |                                                |               |
| 8.  | Csernomorec Burgasz   | 30 | 9  | 10 | 11 | 19–28   | −9  | 37                                                      |                                                |               |
| 9.  | Minyor Pernik         | 30 | 10 | 6  | 14 | 33–45   | −12 | 36                                                      |                                                |               |
| 10. | PFK Montana           | 30 | 8  | 8  | 14 | 30–46   | −16 | 32                                                      | MON 1–0 SZL                                    |               |
| 11. | Szlavija Szofija      | 30 | 9  | 5  | 16 | 34–38   | −4  | 32                                                      | SZL 3–2 MON                                    |               |
| 12. | Kaliakra KavarnaÚ     | 30 | 8  | 6  | 16 | 19–40   | −21 | 30 \| rowspan="5" style="background-color: #fafafa;" \| |                                                |               |
| 13. | Pirin Blageovgrad (K) | 30 | 6  | 9  | 15 | 32–39   | −7  | 27                                                      | „B” PFL2                                       |               |
| 14. | Vidima-RakovszkiÚ     | 30 | 6  | 7  | 17 | 26–52   | −26 | 25                                                      | Osztályozó                                     |               |
| 15. | Akademik SzofijaÚ (K) | 30 | 5  | 5  | 20 | 16–51   | −35 | 20                                                      | „B” PFL                                        |               |
| 16. | OFK Szliven (K)       | 30 | 4  | 7  | 19 | 22–52   | −30 | 19                                                      | „B” PFL                                        |               |

Forrás: Az „A” PFL hivatalos oldala (bolgárul) 
A rangsorolás alapszabályai: 1. pontszám, 2. egymás elleni mérkőzéseken szerzett pontok száma, 3. egymás elleni mérkőzések gólkülönbsége, 4. egymás elleni mérkőzéseken idegenben lőtt gólok száma, 5. gólkülönbség, 6. lőtt gólok száma, 7. idegenben lőtt gólok száma.
1A CSZKA Szofija nyerte a 2010–2011-es bolgár kupát, ezért a 2011–2012-es Európa-liga 3. selejtezőkörében indulhat.

2A Pirin Blageovgrad nem kapott élvonalbeli licencet, ezért a másodosztályba sorolták.
(B): Bajnokcsapat, (K): Kieső csapat, (F): Feljutó csapat, (I): Kupainduló, (R): A rájátszás győztese, (KGY): Kupagyőztes

## Eredmények
| Hazai \ Vendég1     | AKA | BER | CSV | CSB | CSZ | KAL | LEV | LIT | LPL | LSZ | MIN | MON | OFK | PIR | SZL | VID |
| Akademik Szofija    |     | 1–3 | 0–0 | 1–1 | 1–1 | 0–1 | 0–3 | 0–3 | 1–2 | 2–3 | 2–0 | 1–0 | 0–1 | 1–0 | 0–4 | 1–2 |
| Beroe Sztara Zagora | 1–0 |     | 0–0 | 0–0 | 0–2 | 2–0 | 2–3 | 1–1 | 1–0 | 1–0 | 2–0 | 2–1 | 1–0 | 0–0 | 2–1 | 1–1 |
| Cserno More Varna   | 1–0 | 1–0 |     | 0–1 | 1–0 | 2–0 | 2–3 | 0–1 | 1–1 | 1–0 | 3–0 | 0–0 | 3–0 | 2–1 | 3–2 | 5–0 |
| Csernomorec Burgasz | 0–0 | 0–2 | 1–2 |     | 0–4 | 0–1 | 2–1 | 0–1 | 1–2 | 2–1 | 0–0 | 0–1 | 0–0 | 1–0 | 2–1 | 1–0 |
| CSZKA Szofija       | 3–1 | 3–2 | 1–0 | 1–2 |     | 0–0 | 0–1 | 1–1 | 1–0 | 3–1 | 2–0 | 2–0 | 2–0 | 2–2 | 1–0 | 1–0 |
| Kaliakra Kavarna    | 0–1 | 2–2 | 4–0 | 1–1 | 0–3 |     | 0–3 | 0–1 | 1–3 | 0–1 | 2–1 | 0–0 | 2–1 | 0–0 | 0–1 | 1–0 |
| Levszki Szofija     | 1–0 | 2–1 | 1–0 | 1–0 | 1–3 | 3–0 |     | 2–0 | 1–2 | 3–1 | 4–0 | 3–0 | 5–0 | 4–1 | 3–0 | 2–0 |
| Liteksz Lovecs      | 2–0 | 4–0 | 3–1 | 0–0 | 0–0 | 0–0 | 2–1 |     | 1–0 | 1–0 | 2–1 | 4–1 | 4–0 | 2–1 | 2–0 | 4–0 |
| Lokomotiv Plovdiv   | 3–0 | 1–1 | 2–0 | 2–0 | 4–1 | 5–0 | 2–3 | 2–2 |     | 0–0 | 3–0 | 4–0 | 3–0 | 2–2 | 1–1 | 3–0 |
| Lokomotiv Szofija   | 2–0 | 3–0 | 1–1 | 2–1 | 2–2 | 4–0 | 0–2 | 1–3 | 3–0 |     | 0–3 | 2–0 | 3–0 | 2–0 | 4–3 | 2–1 |
| Minyor Pernik       | 1–0 | 2–0 | 1–1 | 0–1 | 2–4 | 1–0 | 0–0 | 0–3 | 2–2 | 1–3 |     | 1–0 | 4–1 | 1–0 | 1–2 | 2–1 |
| PFK Montana         | 2–2 | 2–1 | 4–0 | 0–0 | 1–4 | 3–2 | 0–3 | 0–2 | 1–1 | 0–1 | 3–1 |     | 2–2 | 3–0 | 1–0 | 1–1 |
| OFK Szliven         | 3–0 | 0–1 | 1–3 | 0–0 | 1–3 | 0–1 | 1–1 | 0–1 | 0–1 | 0–2 | 0–3 | 1–1 |     | 1–0 | 1–1 | 6–1 |
| Pirin Blageovgrad   | 6–0 | 2–0 | 0–1 | 1–1 | 0–1 | 1–0 | 2–3 | 1–2 | 1–1 | 2–1 | 1–1 | 3–0 | 2–1 |     | 0–2 | 1–1 |
| Szlavija Szofija    | 2–0 | 1–2 | 0–1 | 0–1 | 1–0 | 0–1 | 2–2 | 0–1 | 2–1 | 0–1 | 1–2 | 3–2 | 0–0 | 1–1 |     | 2–0 |
| Vidima-Rakovszki    | 0–1 | 1–2 | 0–1 | 3–0 | 2–2 | 1–0 | 1–2 | 0–3 | 1–1 | 1–1 | 2–2 | 0–1 | 2–1 | 2–1 | 2–1 |     |

Forrás: Az „A” PFL hivatalos oldala (bolgárul) 
1A hazai csapatok a bal oldali oszlopban szerepelnek.
Színek: Zöld = hazai győzelem; Sárga = döntetlen; Piros = vendéggyőzelem.
 

## A góllövőlista élmezőnye
Forrás: sportal.bg Archiválva 2011. június 16-i dátummal a Wayback Machine-ben (bolgárul).
26 gólos
- Garra Dembélé (Levszki Szofija)

14 gólos
- Zdravko Lazarov (Lokomotiv Plovdiv)

13 gólos
- Szpasz Delev (CSZKA Szofija)

12 gólos
- Doka Madureira (Liteksz Lovecs)

11 gólos
- Cvetan Genkov (Lokomotiv Szofija)
- Hriszto Zlatinszki (Lokomotiv Plovdiv)

10 gólos
- Michel Platini (CSZKA Szofija)
- Nikolaj Bozsov (Szlavija Szofija)
- Basile de Carvalho (Lokomotiv Plovdiv)
- Vladiszlav Zlatinov (Beroe Sztara Zagora)

## Osztályozó rájátszás
Eredeti kiírás szerint az osztályozó rájátszásban a bajnokság 14. helyezettje, illetve a másodosztály keleti és nyugati csoportjának ezüstérmesei vettek részt.

### Eredeti kiírás szerinti osztályozók

#### Elődöntő
Az elődöntőben a másodosztály keleti és nyugati csoportjának ezüstérmesei vettek részt. A továbbjutásról egy mérkőzés döntött.
| 2011. június 8. 17.00 (UTC+3) |

| Szportiszt Szvoge | 1–2               | Csernomorec Pomorie           |
| ----------------- | ----------------- | ----------------------------- |
| Mladenov 82'      | (0–2) Jegyzőkönyv | 38' Koparanov 41' Kosztadinov |

| Hadzsi Dimitar Stadion, Szliven Nézőszám: 600 Játékvezető: Jordanov |

A Csernomorec Pomorie a döntőbe jutott.

#### Döntő
Az osztályozó rájátszás döntőjét a bajnokság 14. helyezettje, és az elődöntő győztes csapata vívták. A párosítás győztese szerepelhetett a 2011–12-es élvonalbeli pontvadászatban.
| 2011. június 12. 17.00 (UTC+3) |

| Vidima-Rakovszki | 0–3               | Csernomorec Pomorie             |
| ---------------- | ----------------- | ------------------------------- |
|                  | (0–0) Jegyzőkönyv | 57' Atanaszov 60' 80' Kalojanov |

| Hadzsi Dimitar Stadion, Szliven Nézőszám: 800 Játékvezető: Jordanov |

A Csernomorec Pomorie nyerte az osztályozó rájátszást, így az eredeti kiírás szerint az élvonalba jutott volna, míg a Vidima-Rakovszki kiesett volna onnan. Mivel azonban a Csernomorec Pomorie mégsem kapott első osztályú licencet, ezért új osztályozó rájátszást írtak ki.

### Új kiírás szerinti osztályozók
Az új kiírás szerint két osztályozó párosítást képeztek, melynek győztesei vehetnek részt a 2011–12-es élvonalbeli pontvadászatban. Az első párosításban a Csernomorec Pomorie ellen vesztes csapatok, a másodikban pedig a másodosztály két csoportjának bronzérmesei csapnak össze.

#### 1. párosítás
| 2011. június 26. 17.00 (UTC+3) |

| Szportiszt Szvoge | 1–1 (h. u.)       | Vidima-Rakovszki        |
| ----------------- | ----------------- | ----------------------- |
| Vaszilev 35'      | (1–0) Jegyzőkönyv | 79' (öngól) Goszpodinov |
| Büntetőpárbaj     |                   |                         |
|                   | 3–4               |                         |

| Hriszto Botev Stadion, Vraca Nézőszám: 350 Játékvezető: Ahmed Ahmed |

A Vidima-Rakovszki megtartotta élvonalbeli tagságát.

#### 2. párosítás
| 2011. június 17. 17.00 (UTC+3) |

| Szvetkavica                           | 3–1               | Etar     |
| ------------------------------------- | ----------------- | -------- |
| Genov 24' Sztojanov 46' Sokolarov 46' | (1–1) Jegyzőkönyv | 4' Kanev |

| Hadzsi Dimitar Stadion, Szliven Nézőszám: 2 500 Játékvezető: Kosztadinov |

A Szvetkavica az élvonalba jutott.

## Nemzetközikupa-szereplés

### Eredmények
| Csapat              | Kupa            | Forduló         | Ellenfél       | 1. mérk. | 2. mérk. | Össz. |
| ------------------- | --------------- | --------------- | -------------- | -------- | -------- | ----- |
| Liteksz Lovecs      | Bajnokok Ligája | 2. selejtezőkör | Rudar Pljevlja | 1–0      | 4–0      | 5–0   |
| Liteksz Lovecs      | Bajnokok Ligája | 3. selejtezőkör | MŠK Žilina     | 1–1      | 1–3      | 2–4   |
| Liteksz Lovecs      | Európa-liga     | Rájátszás       | Debreceni VSC  | 0–2      | 1–2      | 1–4   |
| Beroe Sztara Zagora | Európa-liga     | 3. selejtezőkör | Rapid Wien     | 1–1      | 0–3      | 1–4   |
| CSZKA Szofija       | Európa-liga     | 3. selejtezőkör | Cliftonville   | 3–0      | 2–1      | 5–1   |
| CSZKA Szofija       | Európa-liga     | Rájátszás       | The New Saints | 3–0      | 2–2      | 5–2   |
| CSZKA Szofija       | Európa-liga     | Csoportkör      | Beşiktaş JK    | 0–1      | 0–1      | 0–1   |
| CSZKA Szofija       | Európa-liga     | Csoportkör      | FC Porto       | 0–1      | 0–1      | 0–1   |
| CSZKA Szofija       | Európa-liga     | Csoportkör      | Rapid Wien     | 0–2      | 0–2      | 0–2   |
| CSZKA Szofija       | Európa-liga     | Csoportkör      | Rapid Wien     | 2–1      | 2–1      | 2–1   |
| CSZKA Szofija       | Európa-liga     | Csoportkör      | Beşiktaş JK    | 1–2      | 1–2      | 1–2   |
| CSZKA Szofija       | Európa-liga     | Csoportkör      | FC Porto       | 1–3      | 1–3      | 1–3   |
| Levszki Szofija     | Európa-liga     | 2. selejtezőkör | Dundalk FC     | 6–0      | 2–0      | 8–0   |
| Levszki Szofija     | Európa-liga     | 3. selejtezőkör | Kalmar FF      | 1–1      | 5–2      | 6–3   |
| Levszki Szofija     | Európa-liga     | Rájátszás       | AIK            | 0–0      | 2–1      | 2–1   |
| Levszki Szofija     | Európa-liga     | Csoportkör      | KAA Gent       | 3–2      | 3–2      | 3–2   |
| Levszki Szofija     | Európa-liga     | Csoportkör      | Sporting CP    | 0–5      | 0–5      | 0–5   |
| Levszki Szofija     | Európa-liga     | Csoportkör      | Lille OSC      | 0–1      | 0–1      | 0–1   |
| Levszki Szofija     | Európa-liga     | Csoportkör      | Lille OSC      | 2–2      | 2–2      | 2–2   |
| Levszki Szofija     | Európa-liga     | Csoportkör      | KAA Gent       | 0–1      | 0–1      | 0–1   |
| Levszki Szofija     | Európa-liga     | Csoportkör      | Sporting CP    | 1–0      | 1–0      | 1–0   |

Megjegyzés: Az eredmények minden esetben a bolgár labdarúgócsapatok szemszögéből értendőek, a dőlttel írt mérkőzéseket pályaválasztóként játszották.

### UEFA-együttható
A nemzeti labdarúgó-bajnokságok UEFA-együtthatóját a bolgár csapatok Bajnokok Ligája-, és Európa-liga-eredményeiből számítják ki. Bulgária a 2010–11-es bajnoki évben 4,625 pontot szerzett, ezzel a 14. helyen zárt.
| Csapat              | SGY | SD | SV | GY | D | V | Bónusz | Pont   | Átlag |
| ------------------- | --- | -- | -- | -- | - | - | ------ | ------ | ----- |
| Liteksz Lovecs      | 2   | 1  | 3  | 0  | 0 | 0 | 0,000  | 2,500  |       |
| Beroe Sztara Zagora | 0   | 1  | 1  | 0  | 0 | 0 | 0,000  | 0,500  |       |
| CSZKA Szofija       | 3   | 1  | 0  | 1  | 0 | 5 | 0,000  | 5,500  |       |
| Levszki Szofija     | 4   | 2  | 0  | 2  | 1 | 3 | 0,000  | 10,000 |       |
| Összesen            | 9   | 5  | 4  | 3  | 1 | 8 | 0,000  | 18,500 | 4,625 |

## A bajnoki évad magyar labdarúgója
- Erős Gábor (Lokomotiv Plovdiv; 25/2[3])

Megjegyzés: zárójelben a labdarúgó klubja, bajnoki mérkőzéseinek, illetve góljainak száma olvasható.